# Dieze
El río Dieze es un curso de agua extremadamente corto (7 km), que discurre por los Países Bajos. Nace en la localidad de Bolduque, llamada 's-Hertogenbosch en neerlandés, en la provincia de Brabante Septentrional, de la unión de los ríos Aa y Dommel. En el centro de Bolduque, el río forma una red de canales, denominada Binnendieze (literal, Dieze interior), parcialmente cubierta. El río Dieze vierte sus aguas en el río Mosa a la altura de la localidad de Hedel. Hedel es una pequeña población de 4 600 habitantes.

## Galería

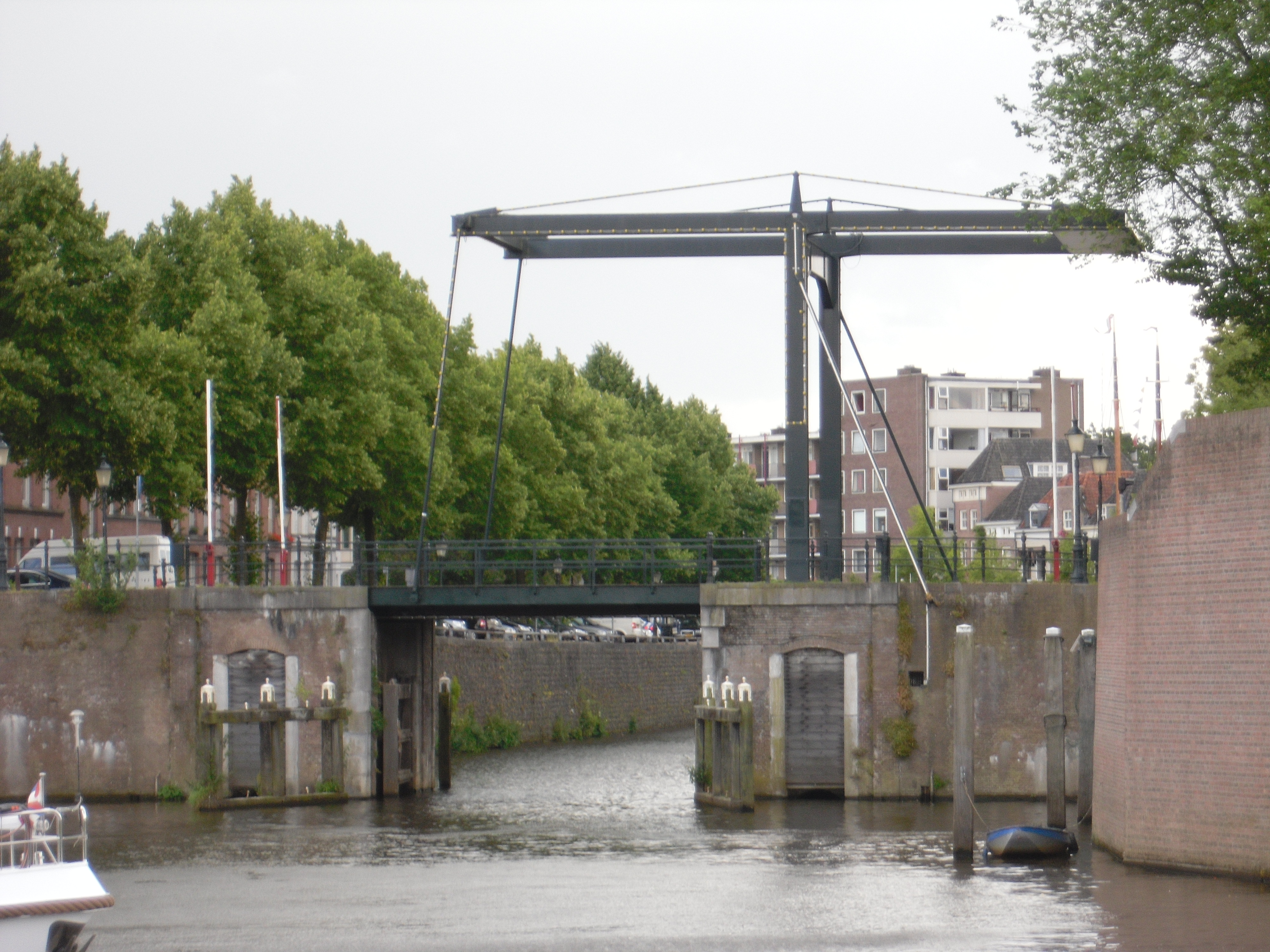
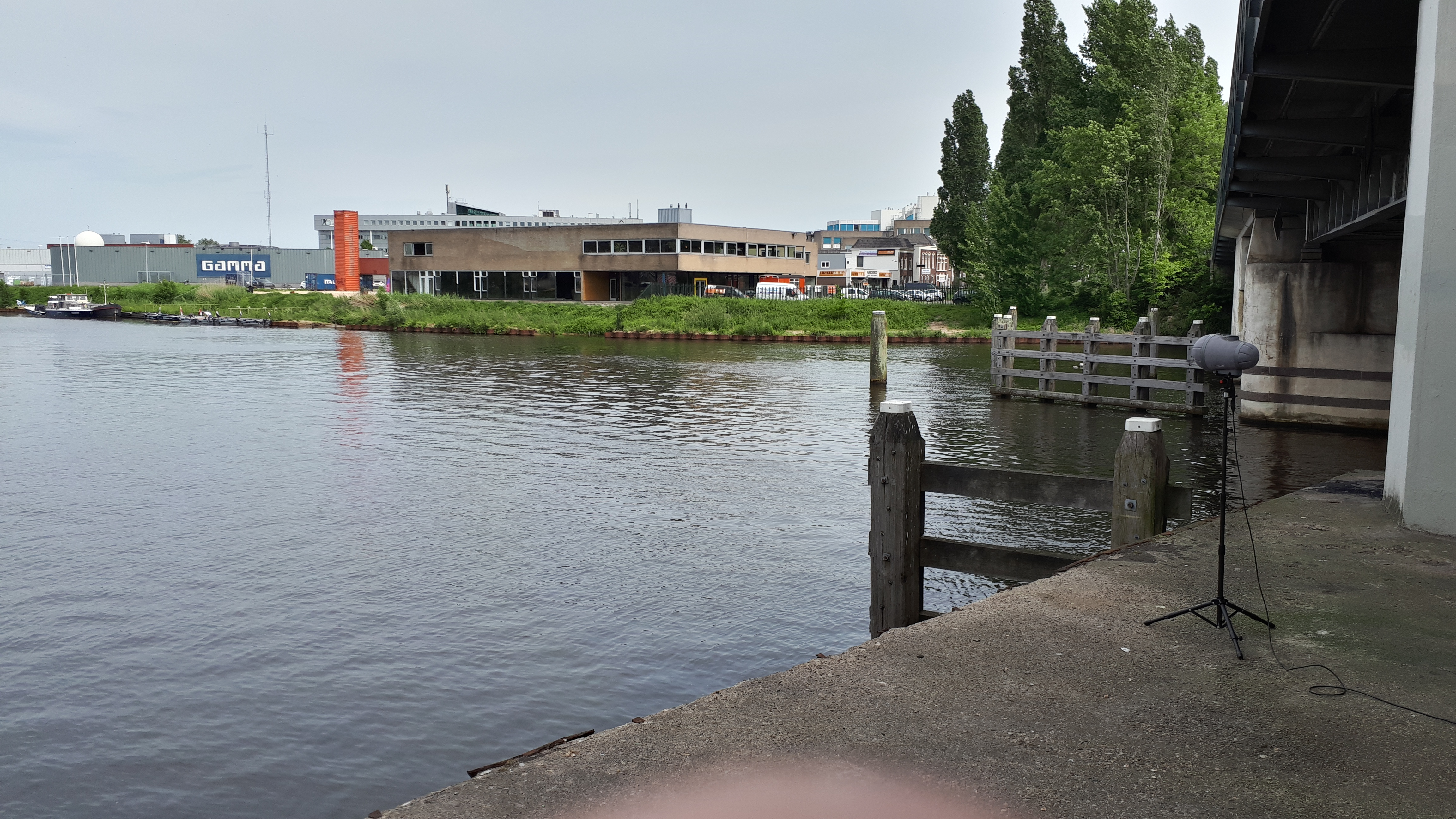
Confluencia de los ríos Aa y Orthenseweg
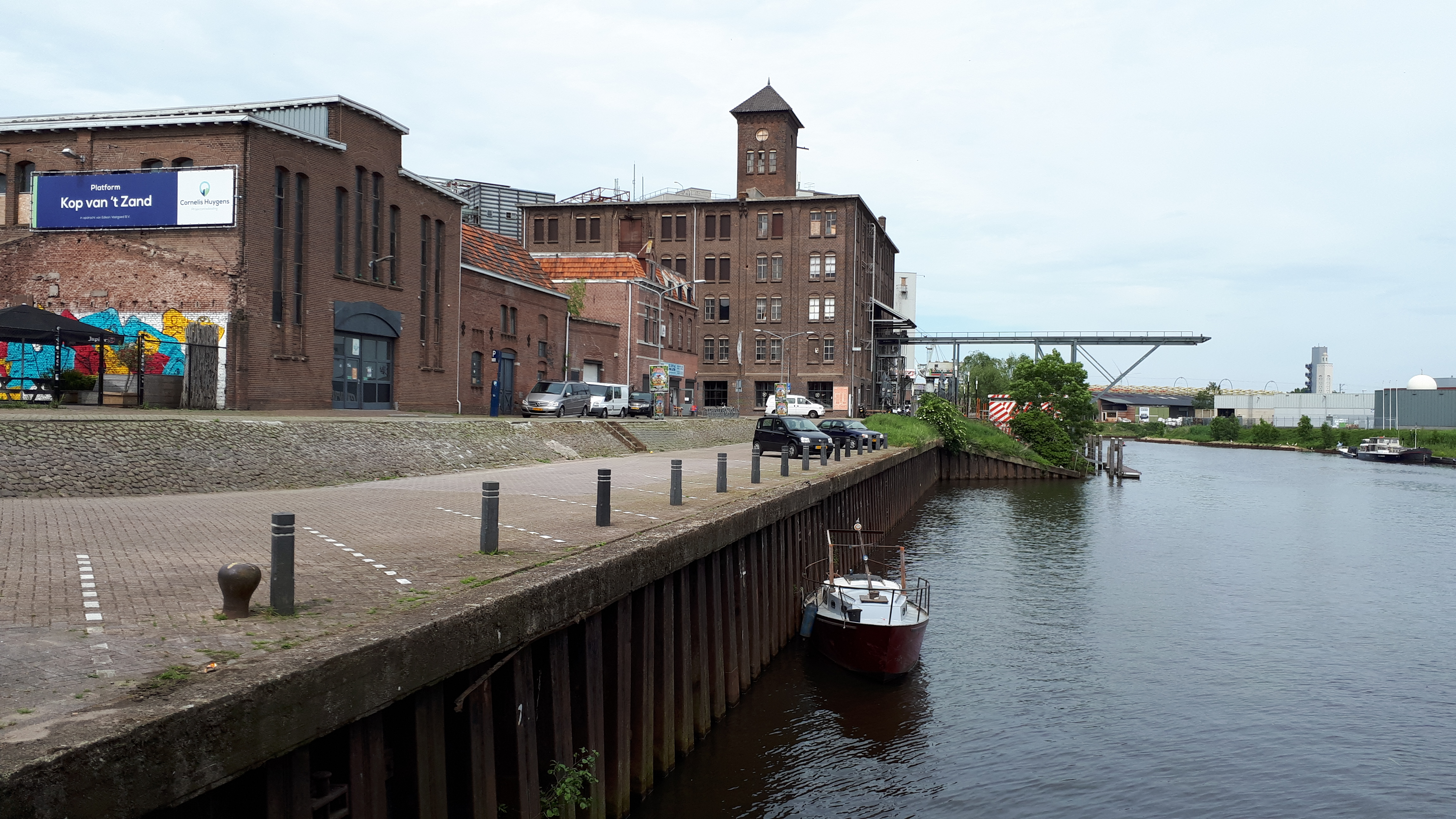
Muelle Tramkade
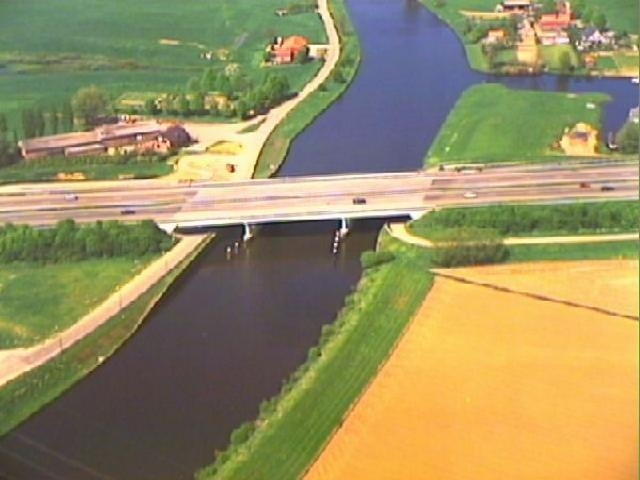
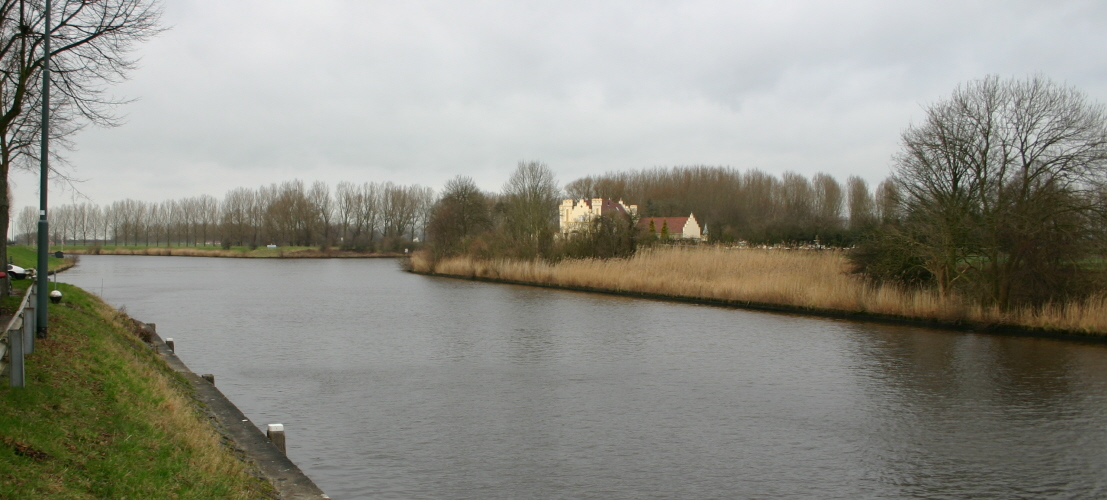
El río Dieze a la altura de Engelen
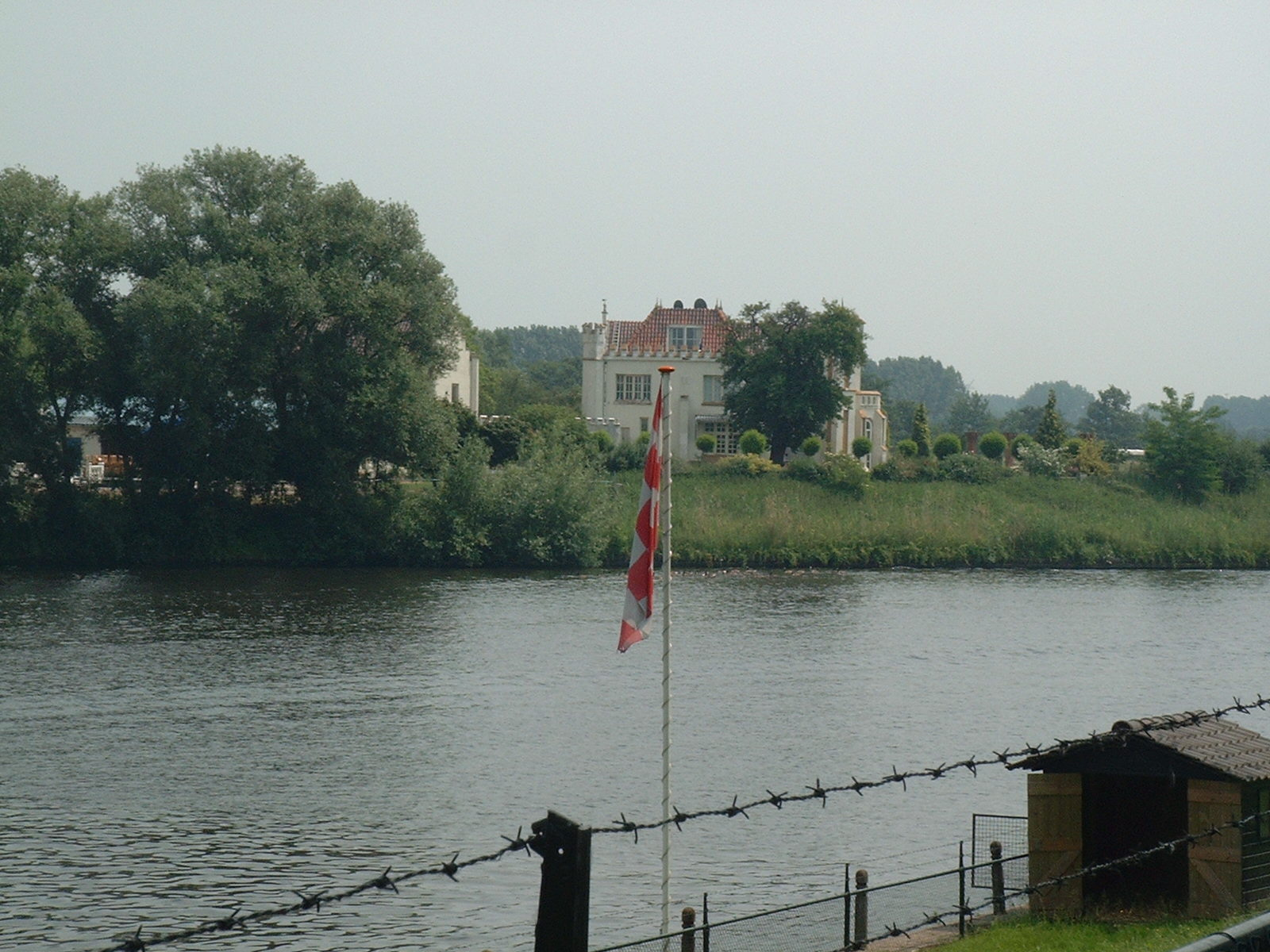
Castillo de Meerwijk desde el río Dieze

| \| \| Afluentes del río Mosa en orden decreciente \| |                                             |
| Dieze - Niers - Swalm - Roer - Geleenbeek- Geul - Jeker - Voer - Berwijn - Julienne - Llègia - Ourthe - Hoyoux - Mehaigne - Samson -Sambre - Bocq - Burnot - Molignée - Lesse - Viroin - Semois - Río Bar - Kuer (Chiers) |                                             |
| Véase también : • Mosa • Francia • Bélgica • Países Bajos |                                             |
| | Afluentes del río Mosa en orden decreciente |